# Bastiaan Geleijnse
Bastiaan C. Geleijnse (Utrecht, 8 maart 1967) is een Nederlands journalist, columnist, cabaretier en medebedenker/scenarist van de cartoonreeks Fokke & Sukke. Hij zat ook in de redactie van het satirische televisieprogramma Dit was het nieuws.
Geleijnse studeerde Nederlands aan de Universiteit van Amsterdam.

## Fokke & Sukke
Hij is samen met John Reid en Jean-Marc van Tol de bedenker van Fokke & Sukke. In 2003 wonnen ze voor deze strip de Stripschapprijs. In 2017 wonnen zij de Inktspotprijs voor hun spotprent 'Aanslagen', een prijs die wordt uitgeloofd voor beste politieke tekening van het jaar.

## Spoedcursus Humor
Sinds 2006 is Bastiaan Geleijnse ook op een tour met Rob Urgert, met wie hij de spoedcursus humor presenteert, een cabareteske voorstelling waarbij het publiek de kneepjes van het grappen maken wordt bijgebracht.